# Mayen
Mayen je město v německé spolkové zemi Porýní-Falc, v zemském okrese Mayen-Koblenz. K městu patří i okolní obce Alzheim, Kürrenberg, Hausen-Betzing, Hausen a Nitztal. Žije zde přibližně 20 tisíc obyvatel. Městem protéká říčka Nette, která se vlévá do Rýna. V Mayenu se zpracovává čedič, břidlice a vyrábí se zde lepenka.

## Historie

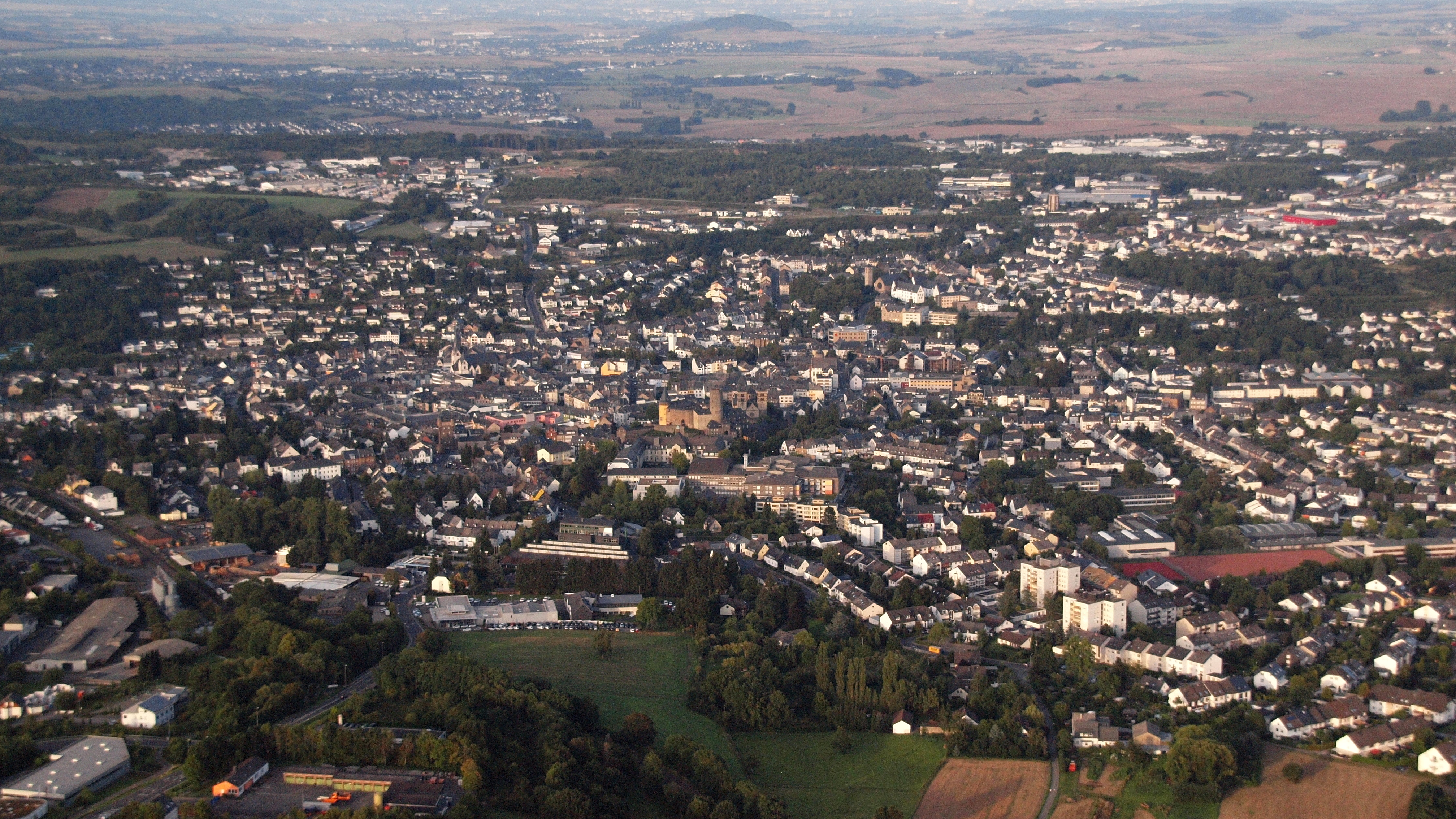
Pohled na město v roce 2015

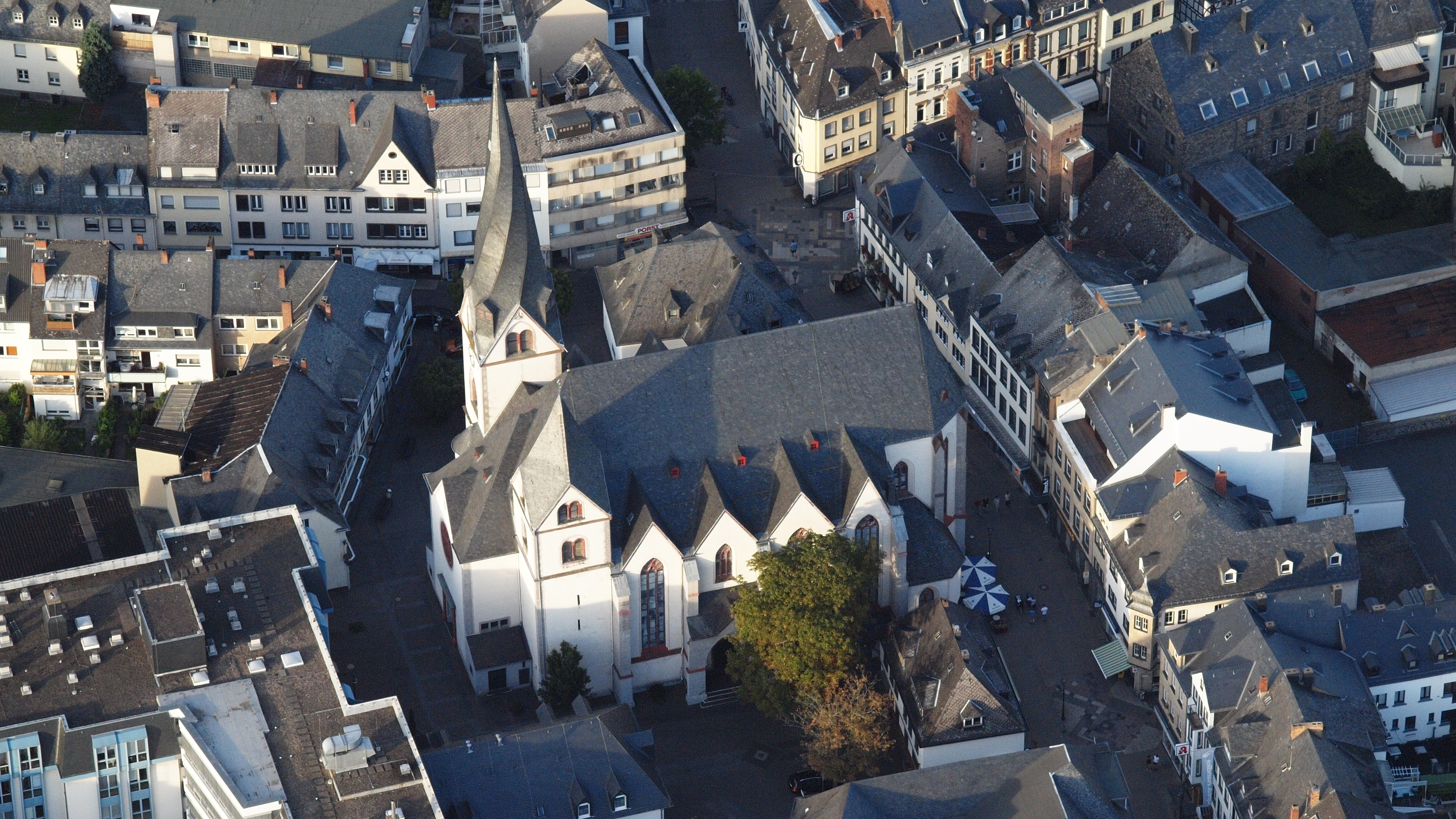
Kostel Svatého Klementa

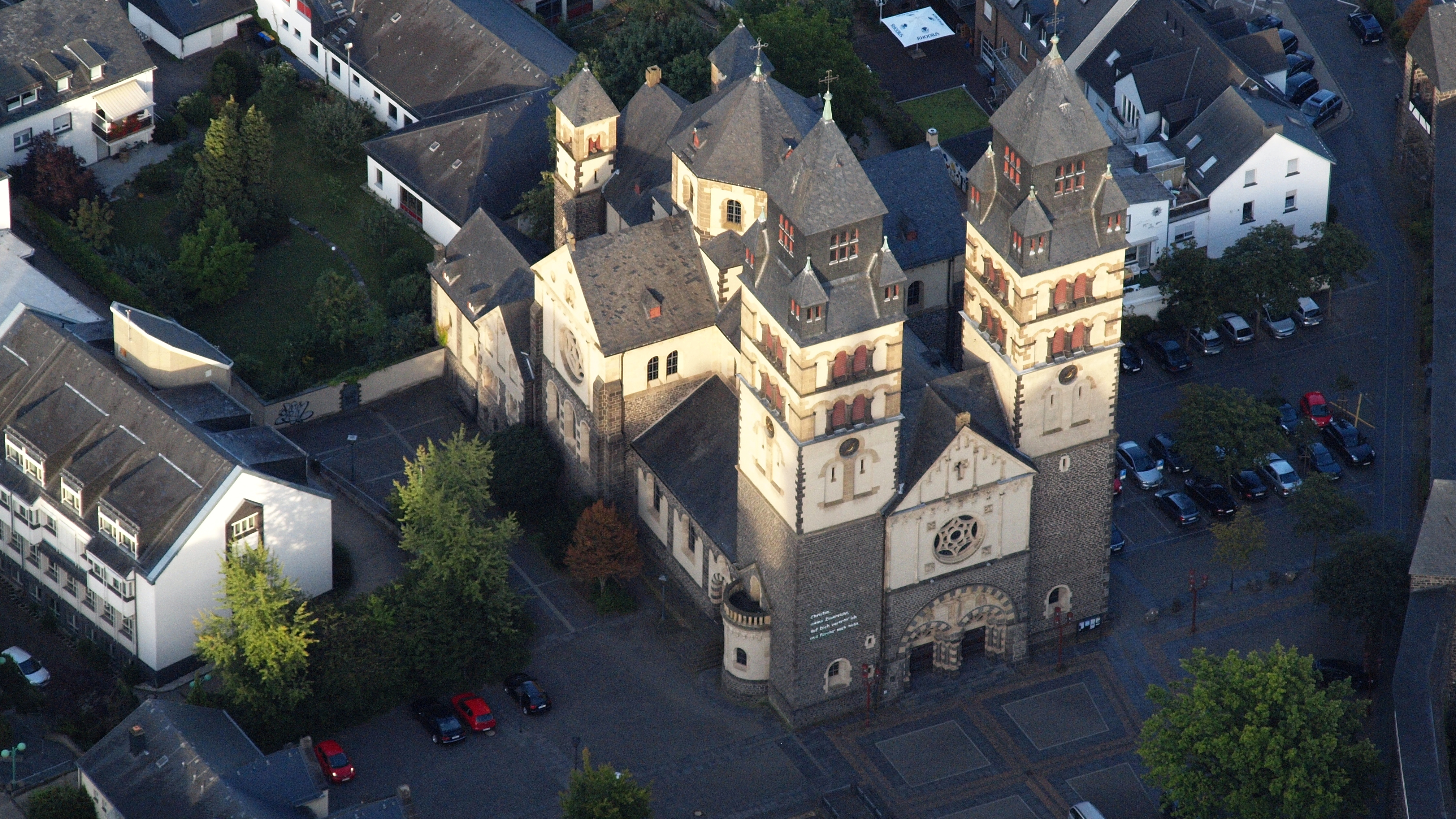
Kostel Srdce Ježíšova

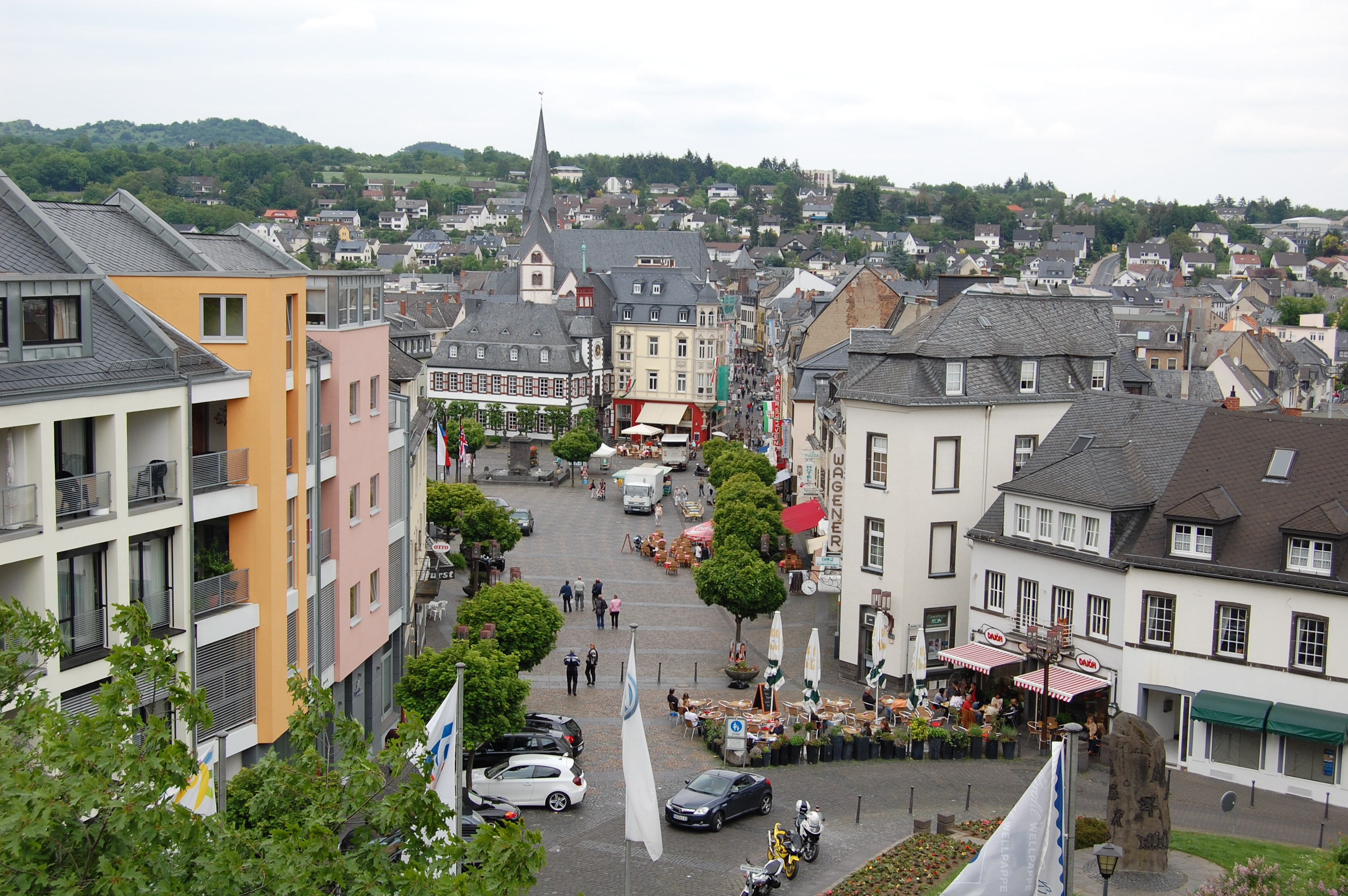
Centrum města

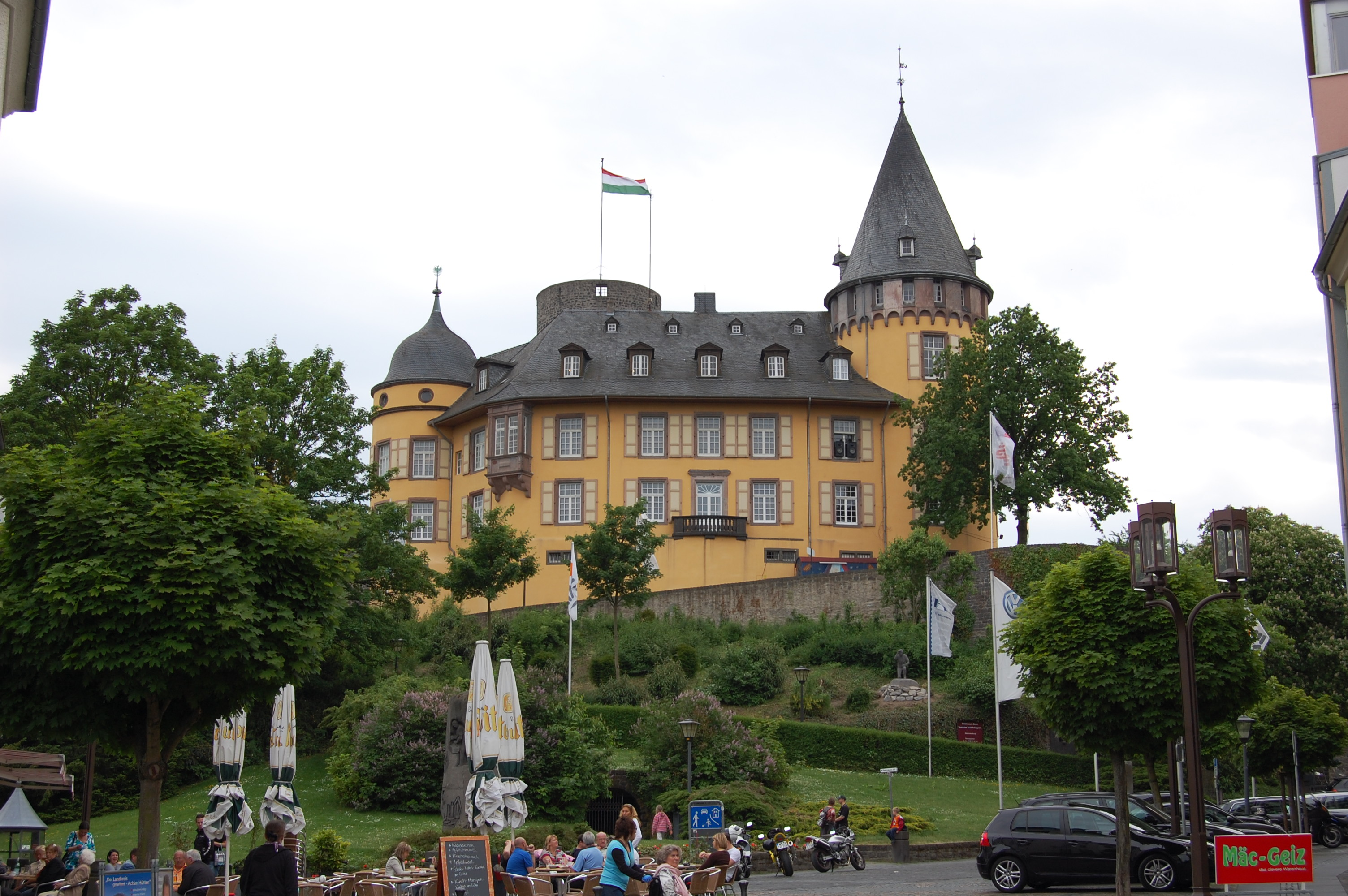
Genovevaburg

Mayen byl již v časech Římanů významným ekonomickým centrem. Od konce 3. století až do středověku se zde obchodovalo především s keramikou, a to do celé střední Evropy. V prehistorických dobách se v okolí města těžila ložiska čediče. Samotné jméno Mayen pravděpodobně vzniklo z původního názvu Megina. Toto jméno bylo pro město používáno již od roku 847 a pravděpodobně se jednalo o upravené keltské slovo Magos, volně přeloženo jako pole. V 8. století ve městě Mayen sídlil vévoda Siegfried Falcký. Mayen byl oficiálně uznán obcí v roce 1041, status města mu byl udělen až roku 1291 a to Rudolfem I. Habsburským. V tu dobu status města od Rudolfa získaly i obce Bernkastel, Welschbillig , Montabaur a Saarburg.
Během druhé světové války, zejména během spojeneckých náletů 12. prosince 1944 a 2. ledna 1945, bylo zničeno téměř 90 % města. Po skončení války obyvatelé v referendu rozhodli, že za zbývající peníze město přestaví. Až do roku 1973 tvořil Mayen samostatný zemský okres (registrační značka MY), po tomto roce byla ale zemská správa přesunuta do blízkého města Koblenz a zemský okres byl přejmenován na Mayen-Koblenz a nová registrační značka byla MYK. Koblenz si ale držel a stále drží vlastní značku KO.

## Části města
Po komunálních reformách v roce 1970 byly čtyři vesnice z okolí Mayenu sloučeny s tímto městem. Oficiálně se tedy nacházejí v katastru města a většina polí a zemědělských ploch patří právě k těmto čtyřem obcím.
- Alzheim (přibližně 1 300 obyvatel), na jih od Mayenu
- Hausen (přibližně 1 500 obyvatel), na východ směrem na Koblenz
- Kürrenberg (přibližně 1 200 obyvatel), na západ směrem na Nürburgring
- Nitztal (přibližně 180 obyvatel), na sever směrem k zámku Bürresheim

## Infrastruktura
Město má výhodou pozici mezi silnicemi A 61 (Kolín nad Rýnem → Ludwigshafen) a 48 (Trier → Koblenz). Možné je i vlakové spojení a z Andernachu, Neuwiedu a Koblenzu navíc jezdí každou hodinu do Mayenu autobusy.
V Mayenu lze také najít obchodní centra, několik supermarketů a obchody se známými obchodními řetězci. Je zde kino, několik čerpacích stanic... Většina větších obchodů a nákupních center se nachází v nákupní zóně na okraji města směrem na Koblenz. Samotné centrum města je vzhledem atraktivní a vede zde kvalitní pěší zóna. Město má také vlastní nemocnici se záchrannou službou.

## Kultura a památky
- Genovevaburg: Zámek ze 13. století, ve kterém se nachází muzeum kraje Eifel a Hornické muzeum.
- Kostel Svatého Klementa: Symbol města s kroucenou věží, přestavěn v roce 1945.
- Kostel Srdce Ježíšova: novorománský kostel postavený mezi lety 1911 až 1912.
- Zámek Bürresheim: Místo natáčení filmu Indiana Jones a poslední křížová výprava, neleží přímo v Mayenu.
- Burgfestspiele: Událost probíhající na konci jara. Po dobu několika týdnů v pozdním jaru se nádvoří zámku přemění v divadlo pod širým nebem.
- Stein- und Burgfest: Přehlídka řemeslných prací, kde místní cechy předvádějí svoji práci. Probíhá obvykle na začátku září.

## Škola
V Mayenu se nachází několik škol, mimo jiné odborná škola pro veřejnou správu, dvě gymnázia, přičemž jedno z nich je zaměřeno na ekonomii, reálka, odborná škola, základní školy a také školy se zaměřením na postižené děti. V místních kasárnách se nachází také škola Bundeswehru, kde se vojáci připravují především na psychologické a teoretické záležitosti vojenství. V Německu se jedná o jedinečnou školu.

## Známé osobnosti
Mezi nejznámější osobnosti, které jsou, nebo byly, s Mayenem spojeny patří:
- Dominik Meffert (* 1981), tenista
- Friedrich Wilhelm Raiffeisen (1818–1888), reformátor
- Heinrich Alken (1753–1827), sochař, malíř
- Christoph Marzi (* 1970), spisovatel
- Christoph Friedrich Heinle (1894–1914), básník
- Jacques Loeb (1859–1924), fyziolog a biolog
- Karl Uller (1872–1959), fyzik
- Mario Adorf, (* 1930) herec, autor
- Winfried Schäfer (* 1950), fotbalista a trenér
- Stephan Ackermann (* 1963), biskup

## Partnerská města
Mayen podepsal smlouvy o spolupráci s těmito městy:
- Joigny, Francie, od roku 1964[2]
- Godalming, Anglie, od roku 1982[2]
- Uherské Hradiště, Česko, od roku 1994[2]